# Bartąg
Bartąg (Duits: Groß Bertung; 1928-1945: Bertung) is een plaats in het Poolse district  Olsztyński, woiwodschap Ermland-Mazurië. De plaats maakt deel uit van de gemeente Stawiguda en telt 1000 inwoners.

## Verkeer en vervoer
- Station Bartąg